# リチャード・マークス

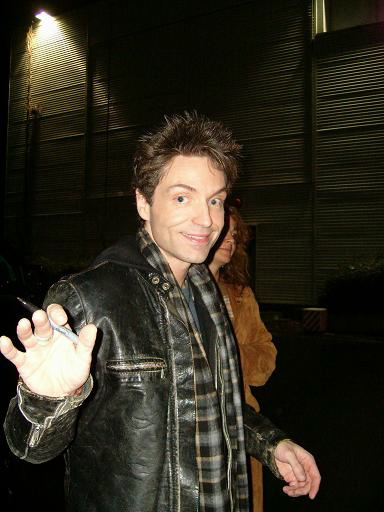
リチャード・マークス（2005年）

リチャード・マークス（Richard Marx、1963年9月16日 - ）は、アメリカのシンガーソングライター・音楽プロデューサー。

## 人物

### ソロ・デビュー前
作曲家の父、ディック・マークスとその妻で歌手のルース・マークスの間に生まれる。19歳の頃、マークスのデモ・テープを聴いたライオネル・リッチーに認められて、ロサンゼルスに移住しアルバム『ライオネル・リッチー』（1982年）のレコーディングに参加した。その後、リッチーの紹介でケニー・ロジャースのバックアップ・シンガーとなり、さらにロジャースと共作も始め、2人が共作した「クレイジー」は、1984年にロジャースの歌唱で『ビルボード』カントリー・シングル・チャート1位を獲得した。

### デビュー・スターダムへ
1987年、アルバム『リチャード・マークス』でデビュー。デビューシングルとなった「ドント・ミーン・ナッシング」がいきなり全米チャートの3位に入るヒットとなり、大きな注目を集める。その後、アルバムからシングルカットされた「君を知りたい (シュドヴ・ノウン・ベター)」「エンドレス・サマー・ナイツ」も立て続けにチャートインさせ、4枚目の「ホールド・オン・トゥ・ザ・ナイツ」で遂に全米ナンバーワン（2週連続）を獲得した。これで完全にスターダムに乗り、セカンド・アルバム『リピート・オフェンダー』からは、「サティスファイド（2週連続）」「ライト・ヒア・ウェイティング（4週連続）」と前作を上回るビッグヒットを飛ばした。
「ライト・ヒア・ウェイティング」は、当時交際していた女優シンシア・ローズへのラブレターに曲をつけたもので、自身最大のヒット曲となったことを契機にローズと結婚した（2014年に離婚）。初来日公演は1988年2月で、日本武道館での公演も行った。

### 転機
デビュー以来、立て続けにヒットを飛ばしたマークスは、1991年に満を持してアルバム『ラッシュ・ストリート』を発売。第1弾シングル「瞳の誘惑 (Keep Coming Back)」はあらゆるフォーマットのシングル・レコードが準備されるほどだった。また勝ち馬に乗りたいアーティストが録音や発売記念パーティに集合した。
しかしながら、このアルバムは前2作のようなヒットに結びつくことなく、ヒットチャートからすべり落ちた。第2弾シングル「ハザード」の後、「テイク・ジス・ハート」をシングルカットしたが、時既に遅かった。これ以降、1994年にシングル「ナウ・アンド・フォエヴァー」が全米7位になるヒットがあったものの、アルバムの成績は奮わなくなっていった。
1990年代半ばよりプロデューサーとしての仕事に重きを置くようになり、自らの創作活動や公演會は減っている。近年では、アイドル・グループのイン・シンクやバックストリート・ボーイズに曲を提供。1996年には日本の歌手CHAGE&ASKAの楽曲を世界中の一流歌手が歌唱する尊敬企画アルバム『one voice THE SONGS OF CHAGE&ASKA』に参加。マークスが担当した「Heart of My Own」は英国盤には収録されていないが、日本盤の追加曲として収録されており、その縁で翌年に発表した「Every Day Of Your Life」はASKAとのデュエット曲となっている。
2004年には、ルーサー・ヴァンドロスの「Dance With My Father」をヴァンドロスと共作し、グラミー賞最優秀楽曲を受賞した。
2006年にはリンゴ・スター&ヒズ・オール・スター・バンドのメンバーに名を連ねた。
2014年のアルバム『Beautiful Goodbye』は全米39位、インディペンデント・アルバム・チャートで6位を記録し、20年ぶりの全米トップ40アルバムとなった。

### 家族
1989年1月8日にシンシア・ローズと結婚。Brandon（1990年生まれ）、Lucas（1992年生まれ）、Jesse（1994年生まれ）の3人の息子がいる。
2014年4月に離婚を発表。2015年12月23日、自身のFacebook上でデイジー・フエンテスとの結婚を発表した。

## ディスコグラフィ

### スタジオ・アルバム
| タイトル                                          | 発売日                                           | 規格品番            |
| ------------------------------------------------- | ------------------------------------------------ | ------------------- |
| リチャード・マークス Richard Marx                 | 1987年6月15日（アメリカ） 1988年7月5日（日本）   | CP32-5437 TOCP-6552 |
| リピート・オフェンダー Repeat Offender            | 1989年4月26日（アメリカ） 1990年5月10日（日本）  | CP28-5805 TOCP-3165 |
| ラッシュ・ストリート Rush Street                  | 1991年10月28日（アメリカ） 1991年11月6日（日本） | TOCP-6865           |
| ナウ・アンド・フォエヴァー Paid Vacation          | 1994年2月8日（アメリカ） 1994年1月31日（日本）   | TOCP-7912           |
| この愛のすべて -フレッシュ&ボーン- Flesh and Bone | 1997年4月8日（アメリカ） 1997年2月26日（日本）   | TOCP-8888           |
| デイズ・イン・アヴァロン Days in Avalon           | 2000年10月24日（アメリカ）                       |                     |
| マイ・オウン・ベスト・エネミー My Own Best Enemy  | 2004年8月10日（アメリカ） 2004年8月4日（日本）   | TOCP-67436          |
| Emotional Remains                                 | 2008年10月31日（アメリカ）                       |                     |
| Sundown                                           | 2008年10月31日（アメリカ）                       |                     |
| Christmas Spirit                                  | 2012年10月22日（アメリカ）                       |                     |
| Beautiful Goodbye                                 | 2014年7月8日（アメリカ）                         |                     |
| Limitless                                         | 2020年2月7日（アメリカ）                         |                     |

### コンピレーション・アルバム
| タイトル                                                             | 発売日                                            | 規格品番    |
| -------------------------------------------------------------------- | ------------------------------------------------- | ----------- |
| バラッズ Ballads                                                     | 1994年3月3日（アメリカ） 1994年8月10日（日本）    | TOCP-8336   |
| グレイテスト・ヒッツ Greatest Hits                                   | 1997年10月23日（アメリカ） 1997年11月27日（日本） | TOCP-50140  |
| サンクス・トゥ・ユー グレイテスト・ヒッツ -スペシャル・ヴァージョン- | 1998年10月27日（アメリカ） 1999年1月20日（日本）  | TOCP-65087  |
| Stories to Tell                                                      | 2010年11月9日（アメリカ）                         |             |
| インサイド・マイ・ヘッド Inside My Head                              | 2012年6月1日（アメリカ） 2012年10月10日（日本）   | SICP-3651/2 |

### シングル
- 「ドント・ミーン・ナッシング」 - "Don't Mean Nothing" (1987年) ※全米3位
- 「君を知りたい (シュドヴ・ノウン・ベター)」 - "Should've Known Better" (1987年) ※全米3位
- 「エンドレス・サマー・ナイツ」 - "Endless Summer Nights" (1988年) ※全米2位
- 「ホールド・オン・トゥ・ザ・ナイツ」 - "Hold On To The Nights" (1988年) ※全米1位
- 「サティスファイド」 - "Satisfied" (1989年) ※全米1位
- 「ライト・ヒア・ウェイティング」 - "Right Here Waiting" (1989年) ※全米1位、全英2位
- 「アンジェリア」 - "Angelia" (1989年) ※全米4位
- 「さよならはもう言えない」 - "Too Late To Say Goodbye" (1990年) ※全米12位
- 「チルドレン・オブ・ザ・ナイト」 - "Children Of The Night" (1990年) ※全米13位
- 「瞳の誘惑」 - "Keep Coming Back" (1991年) ※全米12位
- 「ハザード」 - "Hazard" (1992年) ※全米9位
- 「テイク・ジス・ハート」 - "Take This Heart" (1992年) ※全米20位
- 「チェインズ・アラウンド・マイ・ハート」 - "Chains Around My Heart" (1992年) ※全米44位
- 「ナウ・アンド・フォエヴァー」 - "Now and Forever" (1994年) ※全米7位。映画「ゲッタウェイ」主題歌
- "The Way She Loves Me" (1994年) ※全米20位
- 「サイレント・スクリーム」 - "Silent Scream" (1994年)
- "Until I Find You Again" (1997年) ※全米42位
- "At The Beginning" (1997年) ※全米45位 ※with ドナ・ルイス
- 「Every Day Of Your Life」 - "Every Day Of Your Life" (1997年) ※with ASKA
- "Days In Avalon" (2000年)
- "When You're Gone" (2004年)
- "Ready to Fly" (2004年)

## 日本公演
1988年
- 2月11日 - 12日 ゆうぽうと 簡易保険ホール（東京）
- 2月15日 愛知県勤労会館（愛知）
- 2月16日 フェスティバルホール（大阪）

1989年
- （詳細不明）

1994年
- （詳細不明）

2012年
- 10月19日 - 20日 Billboard Live（東京）
- 10月22日 Billboard Live（大阪）

2016年
- 6月23日 EX THEATER ROPPONGI（東京）

2023年
- 10月2日 Zepp Namba（OSAKA）
- 10月3日 Zepp DiverCity（TOKYO）